# قاورش
قَاوَرْشُ (بالفرنسية: Cahors)‏ هي بلدية فرنسية تقع بإقليم لوت.

## أعلام
- لوران رو
- ليون غامبيتا
- كليمان مارو
- موريس فور
- رومان بيلينجيه
- شارل كومب
- جين بوزيراند
- مارسيل مارسو
- تشارلز دومون